# Бренди-кола
Бренди-кола — коктейль на основе бренди, имеющий алкогольную крепость 8 %. Также является названием бутилированных слабоалкогольных напитков.
Классический состав коктейля: бренди и кола, в соотношении 1:2, с возможными добавками лимона, яблока, палочек корицы, молока. 
Подается в высоком коктейльном бокале — хайболе.

## История
«Бренди» является общим термином для продуктов дистилляции виноградного вина, фруктовой и ягодной браги. Под него подпадают коньяк, арманьяк, кальвадос, чача и некоторые другие. При этом бренди-кола, ром-кола и виски-кола являются разными коктейлями.
История происхождения этого коктейля, как и самого бренди, неизвестна. Смешивание различных компонентов позволяет играть со вкусовыми и ароматическими качествами бренди, делая ощутимо крепкий напиток мягче и приятнее к употреблению. Подобные эксперименты сделали коктейли на его основе широко распространенными по всему миру, а бренди-колу (не в последнюю очередь благодаря простоте приготовления) — одним из самых популярных.
Это самый популярный двухкомпонентный коктейль в США , Франции и Англии. Именно эти страны спорят между собой кому принадлежит идея его создания. Американцы говорят, что идея создания принадлежит любителям петушиных боев 18 века, французы утверждают, что ещё в 15 веке французские виноделы уже смешивали разные сорта алкоголя . Английская легенда не уточняет временных рамок и гласит, что коктейль был придуман завсегдатаями конских скачек и назван в честь лошадей, в которых было смешано несколько пород. В Южной Африке неофициально считается национальным напитком.

## Пищевая ценность
При невысокой калорийности содержит высокое количество углеводов.
| Компонент                          | грамм |
| ---------------------------------- | ----- |
| белков                             | 0     |
| жиров                              | 0     |
| углеводов                          | 8,68  |
| Калорийность — 81,5 ккал (341 кДж) |       |

## Рецепт классической бренди-колы
- Бренди — 40 мл
- Кола — 80 мл
- Лед — по вкусу

Перед приготовлением бокалы «подготавливают»: наливают в них холодную воду и оставляют в холодильнике на полчаса. При подаче можно украсить долькой лимона, лайма или ламинарией.